# 宮城県道116号船岡停車場船迫線
宮城県道116号船岡停車場船迫線（みやぎけんどう116ごう ふなおかていしゃじょうふなばさません）は、宮城県柴田郡柴田町の東日本旅客鉄道船岡駅と国道4号柴田バイパス結ぶ一般県道である。

## 路線概要
船岡駅から旧国道4号の宮城県道50号白石柴田線と国道4号柴田バイパスを白石川にかかる柴田大橋で接続する。
住宅地の整備された船迫地区と旧来の市街地である船岡地区を繋ぐ橋が、柴田大橋しかなく、通行量が多く朝夕や花見シーズンの渋滞が絶えなかったが、宮城県道114号角田柴田線のさくら船岡大橋が開通する事になり、現在は多少緩和された。
- 起点：宮城県柴田郡柴田町船岡東（船岡駅前）
- 終点：宮城県柴田郡柴田町船迫（交差点＝国道4号交点）
- 延長：993 m

## 重複区間
- 宮城県道50号白石柴田線 （柴田町）

宮城県道113号船岡停車場線も重複していたが、2019年3月29日に廃止されている。

## 通過する自治体
- 柴田郡
  - 柴田町

## 接続する道路
- 国道4号  （柴田町）
- 宮城県道50号白石柴田線 （柴田町）